# Kanta
Kanta (románul Canta) egykor önálló község, 1849-óta Kézdivásárhely településrésze.

## Fekvése
A mai Főtértől északra, a Torja-patak árterületén fekszik, a város többi részétől a Rácok-pataka választja el.

## Története
1502-ben Konthafalva néven említik. Eredeti neve valószínűleg Alsó-Volál volt és szerb vagy orosz telepesek alapították. A trianoni békeszerződésig Háromszék vármegye Kézdi járásához tartozott.

## Látnivalók
- A Szentháromság tiszteletére szentelt római katolikus temploma 1727 és 1795 között épült. A hozzá csatlakozó minorita rendházat 1740 és 1828 között építették. Az épületeket többször pusztította tűz és földrengés.
- Itt található az 1906-ban épített Nagy Mózes Líceum, a Háromszék egyik szellemi központja. 1680-ban alapította Nagy Mózes plébános szülőfalujában Esztelneken, 1696-ban költözött át ide.
- Ortodox temploma 1754-ben épült, 1783-ban átalakították.